# Lagorchestes leporides
Lagorchestes leporides is een uitgestorven kangoeroe uit het geslacht der buidelhazen (Lagorchestes). De wetenschappelijke naam van de soort werd voor het eerst geldig gepubliceerd door John Gould in 1841.

## Kenmerken
De bovenkant van het lichaam was roodbruin, de onderkant lichtgrijs. Achter de armen zat een zwarte vlek. De korte staart was van boven grijsbruin en van onderen wit. De kop-romplengte bedroeg 450 tot 500 millimeter en de staartlengte 300 tot 320 millimeter.

## Leefwijze
Dit solitaire dier was 's nachts actief. Het vond beschutting in de vegetatie. Als het verstoord werd vluchtte het met grote sprongen en enorme snelheid weg. Deze soort is sinds 1891 niet meer gevonden.

## Verspreiding
Deze soort kwam voor in de binnenlanden van New South Wales, Noordwest-Victoria en Zuidoost-Zuid-Australië in Zuidoost-Australië.